# Grojdibodu (gmina)
Grojdibodu – gmina w Rumunii, w okręgu Aluta. Obejmuje miejscowości Grojdibodu i Hotaru. W 2011 roku liczyła 2857 mieszkańców.